# Ernie Wilkins

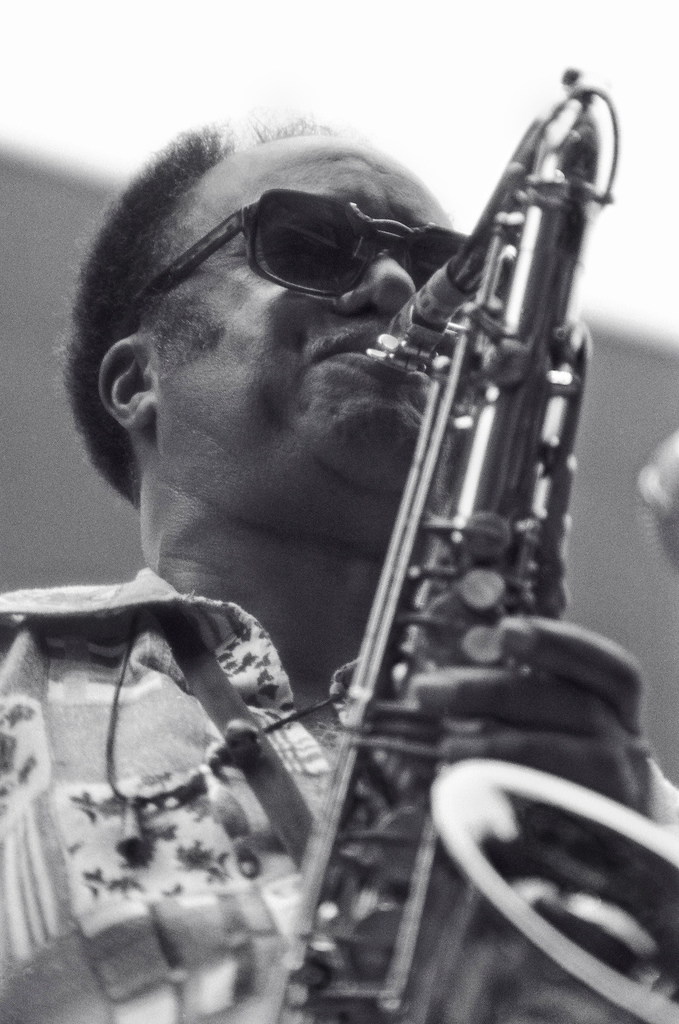
Ernie Wilkins in New York, juli 1976

Ernest Brooks Wilkins, Jr. (St. Louis, 20 juli 1919 - Kopenhagen, 5 juni 1999) was een Amerikaanse jazz-saxofonist, componist, arrangeur en bigband-leider in de swing en bop.

## Biografie
Wilkins leerde als kind piano en viool spelen, later koos hij voor de saxofoon. Hij studeerde aan Wilberforce University en speelde tijdens zijn diensttijd in een band van de marine die geleid werd door Willie Smith. Zijn eerste betaalde banen in de muziek had hij bij het Jeter-Pillars Orchestra en George Hudson. Hierna werd hij, in 1948, lid van de laatste bigband van pianist Earl Hines en werkte hij in en rond St.Louis. Rond 1951 ging hij met zijn jongere broer Jimmy Wilkins werken bij de band van Count Basie, waarvoor hij tot 1955 (en in de jaren erna als freelancer) componeerde en arrangeerde. In de tweede helft van de jaren vijftig werkte hij als freelancer voor onder meer Dinah Washington, Maynard Ferguson, Ray Charles, Eddie "Cleanhead" Vinson, Irene Kral, Big Maybelle, Carmen McRae en Cy Touff. Daarnaast toerde hij met orkest van Dizzy Gillespie (als saxofonist en componist) en in de periode 1958-1960 werkte hij in het orkest van Harry James. 

## Jaren zestig en zeventig
Rond 1960 verschenen enkele albums onder eigen naam en was hij actief als arrangeur, componist en/of orkestleider voor onder meer Quincy Jones, Buddy Rich en Cannonball Adderley. In de jaren erna was Wilkins als gevolg van een drugsprobleem grotendeels onzichtbaar, tot hij eind jaren zestig opdook als saxofonist en arrangeur bij de bigband van trompettist Clark Terry. Voor Terry was Wilkins tot eind jaren zeventig actief. In dat decennium werkte hij als A&R-manager voor het platenlabel Mainstream Records (1971-1973) en arrangeerde hij voor onder meer King Curtis, Buddy Rich, Charles McPherson en Harry James.

## Eigen bigband
In 1979 vestigde Wilkins zich in Denemarken, waar hij voor de rest van zijn leven zou wonen. Hij richtte hier een eigen bigband op, de Almost Big Band, en hij kon voor zijn spelers putten uit de grote aanwezigheid van Deense en Amerikaanse musici in zijn woonplaats Copenhagen, zoals Kenny Drew, Ed Thigpen en Jesper Thilo. Met de groep was hij actief tot begin jaren negentig. Wilkins trok zich in 1991 terug uit de muziek na een beroerte en hij overleed op 79-jarige leeftijd aan de gevolgen van een beroerte.
In Copenhagen is een straat naar Wilkins vernoemd.

## Discografie (selectie)
als (co-)leider:
- Ernie Wilkins-Kenny Clarke Septet, Savoy Records, 1955 (Denon)
- Flutes and Reeds, Savoy Records, 1955
- Top Brass Featuring Five trumpets (Savoy Jazz, 2010)
- Trumpet Album, Savoy
- Day In, Day Out (met Gloria Lynne), 1960
- Here Comes the Swingin' Mr. Wilkins, Everest Records, 1960
- The Big New Band of the 60's (Fresh Sound Records, 2003) ('albumpick' Allmusic.com)
- Almost Big Band Live, Matrix Music Marketing, 1981
- Live! At the Slukefter Jazz Club, Matrix Music Marketing, 1981
- Montreux, SteepleChase Records, 1983
- On the Roll, SteepleChase, 1994
- Hard Mother Blues, Mainstream Records, 2007
- Kinda Dukish (muziek van Duke Ellington), 2012